# Jaelin Kauf
Jaelin Kauf (ur. 26 września 1996 w Vail) – amerykańska narciarka dowolna, specjalizująca się w jeździe po muldach. W 2015 roku wystartowała na mistrzostwach świata juniorów w Chiesa in Valmalenco, gdzie zdobyła brązowy medal. Na rozgrywanych dwa lata później mistrzostwach świata w Sierra Nevada wywalczyła brązowy medal w muldach podwójnych. W zawodach tych wyprzedziły ją tylko Francuzka Perrine Laffont i Julija Gałyszewa z Kazachstanu. W zawodach Puchar Świata zadebiutowała 23 stycznia 2016 w Saint-Côme, zajmując trzynaste miejsce. Tym samym już w swoim debiucie wywalczyła pierwsze pucharowe punkty. Na podium zawodów tego cyklu po raz pierwszy stanęła 6 lutego 2016 roku w Deer Valley, gdzie była trzecia w muldach podwójnych. W zawodach tych wyprzedziły ją jedynie Kanadyjka Justine Dufour-Lapointe oraz Julija Gałyszewa z Kazachstanu. Na rozgrywanych rok później igrzyskach olimpijskich w Pjongczangu była siódma. W 2019 roku na mistrzostwach świata w Deer Vlley zdobyła srebrny medal w muldach podwójnych, gdzie lepsza okazała się jedynie Laffont. W 2022 na zimowych igrzyskach olimpijskich w Pekinie wywalczyła srebrny medal w konkurencji jazdy po muldach.

## Osiągnięcia

### Igrzyska olimpijskie
| Miejsce | Dzień     | Rok  | Miejscowość | Konkurencja      | Zwycięzca       |
| ------- | --------- | ---- | ----------- | ---------------- | --------------- |
| 7.      | 11 lutego | 2018 | Pjongczang  | Jazda po muldach | Perrine Laffont |
| 2.      | 6 lutego  | 2022 | Pekin       | Jazda po muldach | Jakara Anthony  |

### Mistrzostwa świata
| Miejsce | Dzień     | Rok  | Miejscowość   | Konkurencja      | Zwyciężczyni        |
| ------- | --------- | ---- | ------------- | ---------------- | ------------------- |
| 21.     | 8 marca   | 2017 | Sierra Nevada | Jazda po muldach | Britteny Cox        |
| 3.      | 9 marca   | 2017 | Sierra Nevada | Muldy podwójne   | Perrine Laffont     |
| 6.      | 8 lutego  | 2019 | Deer Valley   | Jazda po muldach | Julija Gałyszewa    |
| 2.      | 9 lutego  | 2019 | Deer Valley   | Muldy podwójne   | Perrine Laffont     |
| 8.      | 8 marca   | 2021 | Ałmaty        | Jazda po muldach | Perrine Laffont     |
| 12.     | 9 marca   | 2021 | Ałmaty        | Muldy podwójne   | Anastasija Smirnowa |
| 2.      | 25 lutego | 2023 | Bakuriani     | Jazda po muldach | Perrine Laffont     |
| 2.      | 26 lutego | 2023 | Bakuriani     | Muldy podwójne   | Perrine Laffont     |
| 8.      | 19 marca  | 2025 | Engadyna      | Jazda po muldach | Perrine Laffont     |
| 1.      | 21 marca  | 2025 | Engadyna      | Muldy podwójne   | –                   |

### Puchar Świata

#### Miejsca w klasyfikacji generalnej
- sezon 2015/2016: 54.
- sezon 2016/2017: 40.
- sezon 2017/2018: 6.
- sezon 2018/2019: 5.
- sezon 2019/2020: 13.

Od sezonu 2020/2021 klasyfikacja jazdy po muldach jest jednocześnie klasyfikacją generalną.
- sezon 2020/2021: 5.
- sezon 2021/2022: 7.
- sezon 2022/2023: 4.
- sezon 2023/2024: 2.
- sezon 2024/2025: 1.

#### Miejsca na podium w zawodach
1. Deer Valley – 6 lutego 2016 (muldy podwójne) – 3. miejsce
2. Deer Valley – 4 lutego 2017 (muldy podwójne) – 3. miejsce
3. Tazawako – 19 lutego 2017 (muldy podwójne) – 1. miejsce
4. Thaiwoo – 21 grudnia 2017 (jazda po muldach) – 1. miejsce
5. Thaiwoo – 22 grudnia 2017 (jazda po muldach) – 2. miejsce
6. Deer Valley – 10 stycznia 2018 (jazda po muldach) – 2. miejsce
7. Deer Valley – 11 stycznia 2018 (jazda po muldach) – 1. miejsce
8. Megève – 18 marca 2018 (muldy podwójne) – 1. miejsce
9. Thaiwoo – 15 grudnia 2018 (jazda po muldach) – 1. miejsce
10. Thaiwoo – 16 grudnia 2018 (muldy podwójne) – 1. miejsce
11. Calgary – 12 stycznia 2019 (jazda po muldach) – 3. miejsce
12. Tazawako – 24 lutego 2019 (muldy podwójne) – 2. miejsce
13. Thaiwoo – 15 grudnia 2019 (muldy podwójne) – 2. miejsce
14. Deer Valley – 8 lutego 2020 (muldy podwójne) – 3. miejsce
15. Ałmaty – 1 marca 2020 (muldy podwójne) – 1. miejsce
16. Krasnojarsk – 7 marca 2020 (muldy podwójne) – 3. miejsce
17. Ruka – 5 grudnia 2020 (jazda po muldach) – 2. miejsce
18. Idre Fjäll – 13 grudnia 2020 (muldy podwójne) – 2. miejsce
19. Chiesa in Valmalenco – 12 marca 2022 (muldy podwójne) – 3. miejsce
20. Megève – 19 marca 2022 (muldy podwójne) – 3. miejsce
21. Saint-Côme – 27 stycznia 2023 (jazda po muldach) – 3. miejsce
22. Deer Valley – 2 lutego 2023 (jazda po muldach) – 2. miejsce
23. Deer Valley – 4 lutego 2023 (muldy podwójne) – 2. miejsce
24. Ałmaty – 17 marca 2023 (jazda po muldach) – 2. miejsce
25. Ałmaty – 18 marca 2023 (muldy podwójne) – 2. miejsce
26. Bakuriani – 23 grudnia 2023 (muldy podwójne) – 3. miejsce
27. Saint-Côme – 19 stycznia 2024 (jazda po muldach) – 2. miejsce
28. Saint-Côme – 20 stycznia 2024 (muldy podwójne) – 2. miejsce
29. Waterville Valley – 26 stycznia 2024 (jazda po muldach) – 2. miejsce
30. Waterville Valley – 27 stycznia 2024 (muldy podwójne) – 2. miejsce
31. Deer Valley – 1 lutego 2024 (jazda po muldach) – 2. miejsce
32. Deer Valley – 3 lutego 2024 (muldy podwójne) – 2. miejsce
33. Ałmaty – 9 marca 2024 (muldy podwójne) – 2. miejsce
34. Chiesa in Valmalenco – 16 marca 2024 (muldy podwójne) – 2. miejsce
35. Bakuriani – 20 grudnia 2024 (jazda po muldach) – 3. miejsce
36. Bakuriani – 21 grudnia 2024 (muldy podwójne) – 1. miejsce
37. Waterville Valley – 24 stycznia 2025 (jazda po muldach) – 2. miejsce
38. Waterville Valley – 25 stycznia 2025 (muldy podwójne) – 2. miejsce
39. Saint-Côme – 31 stycznia 2025 (jazda po muldach) – 2. miejsce
40. Saint-Côme – 1 lutego 2025 (muldy podwójne) – 1. miejsce
41. Deer Valley – 6 lutego 2025 (jazda po muldach) – 1. miejsce
42. Deer Valley – 8 lutego 2025 (muldy podwójne) – 1. miejsce
43. Beidahu – 21 lutego 2025 (jazda po muldach) – 1. miejsce
44. Baidahu – 22 lutego 2025 (muldy podwójne) – 1. miejsce
45. Ałmaty – 28 lutego 2025 (jazda po muldach) – 2. miejsce
46. Ałmaty – 1 marca 2025 (muldy podwójne) – 1. miejsce
47. Livigno – 11 marca 2025 (jazda po muldach) – 1. miejsce
48. Livigno – 12 marca 2025 (muldy podwójne) – 2. miejsce